# Peskovatka-Boiarskaia
Peskovatka-Boiarskaia (en rus: Песковатка-Боярская) és un poble de l'óblast de Lípetsk, a Rússia, que el 2011 tenia 143 habitants. Pertany al districte rural d'Úsman.